# Bibliothèque Hachette
La Bibliothèque Hachette est une collection française de livres pour la jeunesse créée et éditée par les éditions Hachette de 1956 à 1959. Destinée aux adolescents, dix-huit titres ont ainsi paru.
L'aspect de la jaquette de cette collection éphémère préfigure la collection « Bibliothèque verte » (aux éditions Hachette) cartonnée et pelliculée qui apparaît en 1959. À ce titre, la collection « Bibliothèque Hachette » peut être considérée comme une collection de transition. 

## Présentation
De format in-12 carré identique à celui des livres de la « Bibliothèque verte », les volumes sont reliés et cartonnés, et possèdent une jaquette numérotée en couleur.
Le cartonnage est recouvert d'une toile de couleur écru ornée en son milieu d'un petit dessin figuratif résumant le thème principal du roman.
Sur la jaquette figure, sur le bord supérieur, une bande avec l'inscription « Bibliothèque Hachette » en lettre jaunes dans un cadre vert. 
Les contre-plats et gardes volantes sont recouverts d'un papier décoré : flèches blanches sur fond beige, puis, à partir de 1957, étoiles blanches sur fond vert. 
Les volumes comptent environ 280 pages et sont abondamment illustrés : 
- 12 planches en couleur
- 8 à 13 (selon les titres) illustrations en noir et blanc de pleine page

## Liste des titres parus
- no 01. Le Prince de la jungle — René Guillot, illustré par Pierre Probst, 1956
- no 02. La Ballerine de Majorque, Paul-Jacques Bonzon, illustré par Paul Durand, 1956
- no 03. Terre des hommes — Antoine de Saint-Exupéry, illustré par Jacques Poirier, 1956
- no 04. La Filleule du Docteur March — Louisa May Alcott, illustré par Albert Chazelle, 1956
- no 05. Une victoire sur l'Himalaya — Bernard Pierre, illustré par Jean Reschofsky, 1956
- no 06. Le Pays où l'on n'arrive jamais — André Dhôtel, illustré par Jean Reschofsky, 1957
- no 07. Le Moulin sur la Floss — George Eliot, illustré par Albert Chazelle, 1957
- no 08. Une victoire sur les Andes — Bernard Pierre, illustré par Jean Reschofsky, 1957
- no 09. Jody et le faon — M. K. Rawlings, illustré par Paul Durand, 1957
- no 10. La Disparue de Montélimar — Paul-Jacques Bonzon, illustré par Philippe Daure), 1957
- no 11. Sur la piste de l'Oregon[1] — Mary Jane Carr, illustré par  François Batet, 1957[2]
- no 12. Pilote d'acrobatie — Michel Détroyat, illustré par Jean Reschofsky, 1957
- no 13. Axelle — Pierre Benoît, illustré par Jacques Pecnard, 1958
- no 14. Bientôt seize ans — Betty Cavanna, illustré par Albert Chazelle, 1958
- no 15. La Vocation d'Irène — Lorna Hill, illustré par François Batet, 1958
- no 16. Le Chef au masque d'or — René Guillot, illustré par François Batet, 1958
- no 17. Tao, chien de choc — Gilles Saint-Cérère, illustré par Henri Dimpre, 1958
- no 18. D'héroïsme et de gloire — Jean d'Esme, illustré par J. P. Ariel, 1959

## Sources
- Hachette Jeunesse
- Bibliothèque nationale de France (catalogue général)